# Moussan
Moussan település Franciaországban, Aude megyében. Lakosainak száma 2079 fő (2022. január 1.). Moussan Cuxac-d’Aude, Marcorignan, Narbonne, Saint-Marcel-sur-Aude és Sallèles-d’Aude községekkel határos.

## Népesség
A település népessége az elmúlt években az alábbi módon változott:
| Lakosok száma | 851  | 955  | 1102 | 1642 | 1823 | 1827 | 1940 | 2030 | 2041 | 2079 |
|               | 1968 | 1982 | 1990 | 2006 | 2013 | 2015 | 2017 | 2019 | 2020 | 2022 |